# The Brightest Void
The Brightest Void è il sesto album in studio del soprano finlandese Tarja, pubblicato il 3 giugno 2016. Quest'album ha la particolarità di rappresentare un prequel dell'album successivo, The Shadow Self.

## Descrizione
(Tarja annuncia la pubblicazione di The Brightest Void)
The Brightest Void contiene nove tracce. Si apre con la canzone No Bitter End, traccia presente sia in The Brightest Void che in The Shadow Self, di cui è stato realizzato un videoclip volto alla promozione dei due album. Oltre ad alcuni inediti, sono presenti le cover delle canzoni Goldfinger e House of Wax degli artisti Shirley Bassey e Paul McCartney. Il brano An Empty Dream faceva originariamente parte della colonna sonora del film horror argentino del 2015 Corazón Muerto, diretto da Mariano Cattaneo: la canzone è stata in seguito pubblicata come singolo il 23 giugno 2017, a più di un anno di distanza dalla pubblicazione di The Brightest Void. L'album si chiude con un remix di Paradise (What About Us?), singolo dei Within Temptation che già vantava la collaborazione di Tarja.
Insieme a The Shadow Self, The Brightest Void richiama il dualismo luce-oscurità, rappresentando la luce, laddove l'album successivo rappresenta l'oscurità.

## Tracce
1. No Bitter End (Video Clip Version) – 3:49 (Tarja Turunen, Mattias Lindblom, Alexander Scholpp, Daniel Pieper)
2. Your Heaven and Your Hell (feat. Michael Monroe) – 5:34 (Michael Monroe, Julian Barrett, Tarja Turunen)
3. Eagle Eye (feat. Chad Smith & Toni Turunen) – 5:01 (Pauli Rantasalmi, Tarja Turunen)
4. An Empty Dream – 5:02 (Miguel Ricardo Borzi, Mariano Cattaneo, Tarja Turunen)
5. Witch Hunt – 5:16 (Tarja Turunen)
6. Shameless – 3:42 (Julian Barrett, Tarja Turunen)
7. House of Wax – 5:50 (Paul McCartney) – originariamente interpretata da Paul McCartney
8. Goldfinger (James Bond Main Theme) – 4:15 (John Barry, Leslie Bricusse, Anthony Newley) – originariamente interpretata da Shirley Bassey
9. Paradise (What About Us?) (New Mix; Within Temptation feat. Tarja) – 5:18 (Martijn Spierenburg, Sharon den Adel, Robert Westerholt)

Bonus track per il Giappone
1. Into the Sun – 6:10 (Tarja Turunen, Anders Wollbeck, Mattias Lindblom, Steve van Velvet)

## Classifiche
| Classifica (2016) | Posizione massima |
| ----------------- | ----------------- |
| Austria           | 55                |
| Belgio (Fiandre)  | 113               |
| Belgio (Vallonia) | 80                |
| Finlandia         | 25                |
| Francia           | 99                |
| Germania          | 41                |
| Repubblica Ceca   | 11                |
| Svizzera          | 35                |